# Heber García
Heber Daniel García Torrealba (San Felipe, 27 marzo 1997) è un calciatore venezuelano, centrocampista del Barquisimeto.

## Caratteristiche tecniche
È un trequartista.

## Carriera

### Nazionale
Con la nazionale Under-20 venezuelana ha preso parte al campionato sudamericano 2017 ed al campionato mondiale 2017.